# 泉堂成
泉堂成（日语：／，10月19日—），寶塚歌劇團宙組男役，暱稱，埼玉縣久喜市人，曾就讀於埼玉縣縣立鷲宮高校，身高170公分。

## 簡介
- 2019年，進入寶塚歌劇團，105期生[2][3]，同期生有星空美咲(現花組主演娘役)、七城雅(現月組男役)、稀惺かずと(現星組男役)、大希颯(現星組男役)、詩ちづる(現星組主演娘役)、山吹ひばり(現宙組娘役)、美星帆那(現宙組娘役)[2][3]。初次登台表演是宙組公演『オーシャンズ11（瞞天過海)』[2][3][4][5][6]，之後被分到宙組[2][3][7]。
- 2023年9月，原預定為『PAGAD（パガド）(帕加德～世紀魔術師卡廖斯特羅～，改編自大仲馬原作小說「大野心家1:莊園怪客」)』新人公演主角，因為宙組組員自殺事件公演全程取消[2][8]。
- 2025年1月，擔任『Razzle Dazzle（ラズル　ダズル）(拉茲爾 達茲爾)』新人公演主角，也是第一次主演新人公演[2][9][10][11]。

## 寶塚歌劇團時期

### 初舞台
- 2019年4-5月 寶塚大劇場 宙組公演『オーシャンズ11（瞞天過海)』[2][12]

### 宙組時期
- 2019年11月-2020年2月 『El Japón（エル ハポン）-イスパニアのサムライ-(El Japón─西班牙的武士─)』新人公演 飾演:吉内(正式公演:風色日向)『aquavitae!!(生命之泉!!)』[13]
- 2020年8-9月 梅田藝術劇場、日生劇場『FLYING SAPA-フライング サパ-』[14]
- 2020年11月-2021年2月 『アナスタシア(真假公主)』[15]
- 2021年4月 東京建物 Brillia HALL『Hotel Svizra House ホテル スヴィッツラ ハウス(瑞士之家酒店)』飾演:ジョルジュ・ヤーコプ(喬治・雅各布)[16]
- 2021年6-9月『シャーロック・ホームズ-The Game Is Afoot!-(夏洛克‧福爾摩斯－The Game Is Afoot!－，改編自亞瑟·柯南·道爾原作小說)』新人公演 飾演:スタンリー・ホプキンズ警部(史丹利‧霍普金斯探長)(正式公演:希峰かなた)『Délicieux（デリシュー）!-甘美なる巴里-(Délicieux！－甜美的巴黎－)』[17]
- 2021年11-12月 『バロンの末裔(男爵的後裔)』 『アクアヴィーテ（aquavitae）!!(生命之泉!!)』[18]※全國巡迴公演
- 2022年2-3月 寶塚大劇場『NEVER SAY GOODBYE(NEVER SAY GOODBYE─某段愛情的軌跡─)』[19]※寶塚大劇場新人公演取消
- 2022年4-5月 東京寶塚劇場『NEVER SAY GOODBYE(NEVER SAY GOODBYE─某段愛情的軌跡─)』新人公演 飾演:タリック(塔里克)(正式公演:亞音有星）[19]
- 2022年6月 東京ガーデンシアター(東京花園劇院)『FLY WITH ME（フライ ウィズ ミー）』[20]※真風涼帆個人演唱會
- 2022年8-11月『HiGH&LOW-THE PREQUEL-』飾演:メイナンツー（ボーイ）MEINANZI（服務員）【苦邪組】新人公演 飾演:日向紀久(正式公演:瑠風輝)『Capricciosa（カプリチョーザ）!!(卡布里喬沙!!)』[21]
- 2023年1月 寶塚Bow Hall 『夢現（ゆめうつつ）の先に(超越夢境)』飾演:メロ[22]
- 2023年3-6月 『カジノ・ロワイヤル〜我が名はボンド〜(皇家賭場～我的名字是龐德，改編自伊恩·佛萊明原作同名小說)』新人公演 飾演:ミシェル・バロー(米歇爾‧巴羅)(正式公演:櫻木港)[23][24]
- 2023年7-8月 東京建物 Brillia HALL『Xcalibur エクスカリバー(王者之劍，改編弗蘭克·懷德霍恩、Ivan Menchell、Robin Lerner創作之音樂劇)』飾演:トリスタン(崔斯坦)[25]
- 2023年9月 寶塚大劇場 『PAGAD（パガド）(帕加德～世紀魔術師卡廖斯特羅～，改編自大仲馬原作小說「大野心家1:莊園怪客」)』[2][26]※因為宙組組員自殺事件，公演全程取消。
- 2024年6-8月『Le Grand Escalier-ル・グラン・エスカリエ-(Le Grand Escalier ─大樓梯─)』[27]※特別公演
- 2024年10-11月『大海賊』飾演:フレデリック(弗雷德里克)『Heat on Beat!（ヒートオンビート）-Evolution-』[28]※全國巡迴公演
- 2025年1-4月 『宝塚110年の恋のうた(寶塚110年情歌)』『Razzle Dazzle（ラズル ダズル）(拉茲爾 達茲爾)』飾演:警官2 新人公演 飾演:レイモンド・ブルー(雷蒙德·布魯)(正式公演:芹香斗亞)[8][9][10][11][29]＊第一次擔任新人公演主角
- 2025年6-7月 東急シアターオーブ(東急劇場Orb)『ZORRO THE MUSICAL(蒙面俠蘇洛)』飾演:ホアキン(瓦昆)[2][30]
- 2025年9月-2026年1月 『PRINCE OF LEGEND(傳奇王子，改編TEAM HI-AX原作系列) 』飾演:京極龍 新人公演 飾演:京極尊人(正式公演:水美舞斗)『BAYSIDE STAR(港灣之星)』[31]

## 外部連結
- 寶塚官網泉堂成介紹頁面（页面存档备份，存于）
- 東京都會電視台網站泉堂成簡介宝塚カフェブレイク登場人物泉堂成，存档于Archive.today（存檔日期 20250502）